# Ukrajinska ženska softbolska reprezentacija
Ukrajinska ženska softbolska reprezentacija predstavlja državu Ukrajinu u športu softbolu.
Krovna organizacija: Ukrajinski bejzbolski i softbolski savez

## Postave

### EP 2007.
Kryvošejeva, Ponamarova, Apyškova, Malceva, M. Čornomaz, Šapovalova, Romašova, O. Čornomaz, Limarjeva, Grygorjeva, Murzak, Karelina, Sydorenko, Sverbij, Noskova.
Treneri: Vasyl Kisil i Artur Carenko

## Nastupi na EP
- divizija "B", Prag 1997.: 8.
- divizija "B", Antwerpen 1999.: 8.
- divizija "B", Beč 2001.: -
- divizija "B", Saronno, Italija 2003.: 7.
- divizija "B", Prag 2005.: 6.
- divizija "B", Zagreb 2007.:

## Vanjske poveznice
- Postava na EP 2007.  Arhivirana inačica izvorne stranice od 19. kolovoza 2007. (Wayback Machine)